# Landschaftsleistungen

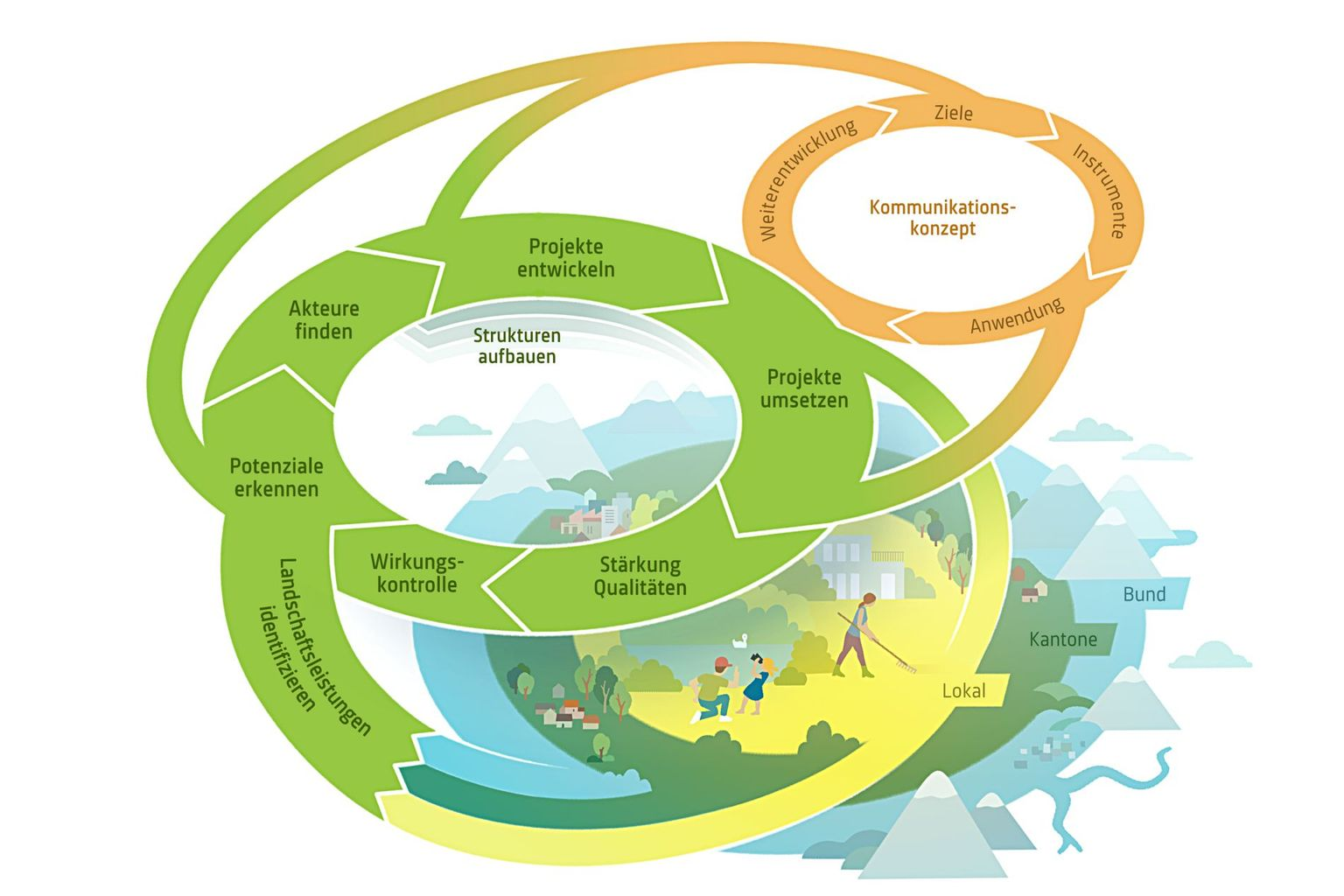
Zyklisches Modell «Landschaftsleistungen stärken Landschaftsqualitäten»

Landschaftsleistungen bezeichnen Eigenschaften von Landschaften, die für Einzelpersonen und die Gesellschaft einen wirtschaftlichen, sozialen und kulturellen Nutzen haben. Der Begriff Landschaftsleistungen beruht auf einem interdisziplinären Forschungsansatz, mit welchem die Funktionen von Landschaften beschrieben werden. Wird auch – beziehungsweise vorrangig – der ökologische Nutzen betrachtet, spricht man eher von Ökosystemdienstleistungen.

## Beschreibung
Landschaften bilden die räumlichen Grundlagen des Lebens. Um die Vielzahl an Eigenschaften und Funktionen, die Landschaften für die Menschen haben, zu beschreiben, wurde der partizipative Ansatz der Landschaftsleistungen entwickelt. Der Ansatz soll die Grundlagen für die Ausgestaltung der Landschaften schaffen. Partizipativ ist der Ansatz, da das Zusammenspiel von Öffentlichkeit, Politik und Forschung eine entscheidende Rolle für die nachhaltige Entwicklung von Landschaften und bei der Planung und Umsetzung der erarbeiteten Maßnahmen spielt.

## Vier Landschaftsleistungen
Das transdisziplinäre Projekt des Bundesamtes für Umwelt “Landschaften zwischen Wertschätzung und Wertschöpfung”, in welchem der Begriff Landschaftsleistungen erstmals für die Schweiz definiert wurde, unterscheidet vier verschiedene Bereiche von Landschaftsleistungen.
Identifikation und Verbundenheit
Landschaften können ein Gefühl von Verbundenheit hervorrufen. Wichtig sind dabei natürliche Gegebenheiten, die Geschichte, die menschliche Nutzung und die Baukultur. Emotionale Aspekte wie Vertrautheit, Geborgenheit, Sicherheit und soziale Strukturen wie Familie, Freunde und Vereine sowie gemeinschaftsstiftende Elemente wie Tradition, Bräuche und Sprache bilden eine wichtige Grundlage für die Identifikation. Diese wird oft auch mit dem Begriff “Heimat” umschrieben.
Ästhetischer Genuss
Das Erleben von ästhetisch ansprechenden Landschaften löst positive Gefühle aus. Welche Arten von Landschaften dabei besonders geschätzt und genossen werden, ist über die Zeit ziemlich stabil, kann sich aber individuell und kulturell unterscheiden.
Erholung und Gesundheit
Vielfältige und qualitativ hochwertige Landschaften locken die Menschen nach draußen. Der positive Einfluss des Genusses von Landschaften sowohl auf die Psyche als auch auf den Körper konnte in verschiedenen Studien nachgewiesen werden.
Standortattraktivität
Auch aus ökonomischer Sicht haben Landschaften einen Wert. Attraktive Landschaften sind nicht nur bevorzugte Wohn- und Ferienorte. Sie sind auch ein entscheidendes touristisches Kapital. Somit können Landschaften einen wesentlichen Teil zur Wertschöpfung beitragen.

## Anwendung
Das Konzept der Landschaftsleistungen kann in Projekten der Raum- und Landschaftsplanung dafür verwendet werden, Potenziale von Landschaften zu benennen und so gezielt Qualitäten von Landschaften zu stärken. Zu Projektbeginn werden dafür Befragungen und Gespräche mit der lokalen Bevölkerung und anderen Beteiligten durchgeführt. Die für sie wichtigen Landschaftsleistungen werden so ermittelt. Bei diesem Prozess wird erörtert, welche landschaftlichen und baukulturellen Eigenschaften diesen Leistungen zugrunde liegen und welche Qualitäten der jeweiligen Landschaft in Zukunft gezielt gefördert werden sollen. Anschließend werden Maßnahmen eingeleitet, die diese Landschaftsqualitäten stärken bzw. entwickeln sollen. Ein zentraler Aspekt des Ansatzes ist es, dass die lokale Bevölkerung bei jedem Schritt dieses Prozesses einbezogen wird.
Die folgenden Schritte werden in der Forschungsliteratur als Teil des Prozesses beschrieben:
Identifizieren der Landschaftsleistungen
Die lokale Bevölkerung lernt die vertraute Landschaft mit ihren natürlichen und baukulturellen Qualitäten besser zu lesen und identifiziert die Landschaftsleistungen. Erwünschte landschaftliche Verbesserungen und Landschaftsleistungen werden im Gespräch oder in Workshops angesprochen.
Erkennen der Potenziale
Bei diesem Schritt wird entweder gemeinsam in einer Projektgruppe bestimmt oder von den Strategien und Zielen des Projekts abgeleitet, welche Leistungen eine Landschaft erbringen kann.
Finden der relevanten Gruppen
Die für das Projekt relevanten Akteurs- und/oder Zielgruppen, also Personen, die sich mit dem Potenzial der Landschaft auseinandersetzen wollen oder sollen, werden gesucht und eingeladen, sich bei der Entwicklung des Projekts zu beteiligen. Dabei werden Schlüsselpersonen identifiziert und zur Mitwirkung motiviert.
Aufbau von Strukturen
Anfänglich informelle Strukturen werden in bereits bestehende oder neue formellere Strukturen für die Weiterführung der Umsetzungsprojekte überführt.
Entwicklung der Projekte
Projektideen zur Stärkung der Landschaftsqualitäten werden gemeinsam skizziert. Dabei werden auch noch fehlende Akteursgruppen identifiziert und eingeladen, beim Projekt mitzuwirken.
Projektumsetzung
Die relevanten Zielgruppen und Akteure werden einbezogen und die landschaftspolitischen Instrumente werden für die Umsetzung genutzt.
Stärkung der Qualitäten
Die relevanten und gewünschten Qualitäten der Landschaft werden durch konkrete Projekte gestärkt.
Wirkungskontrolle
Nach dem Prozess wird überprüft, ob die definierten Ziele erreicht wurden oder ob weitere Maßnahmen nötig sind.

## Beispiele
- Im Gebiet um das Hudelmoos, ein Naturschutzgebiet auf dem Gebiet der thurgauischen Gemeinden Zihlschlacht-Sitterdorf und Amriswil und der St. Galler Gemeinde Muolen, wurde ein Projekt durchgeführt, das sich auf den Ansatz der Landschaftsleistungen stützt. Das Projekt wurde als Mitwirkungsprozess gestaltet. Dafür wurden die Behörden umliegender Gemeinden, Mooskorporationen, Bürgergemeinden, Jäger, Försterinnen, Naturschützer, Schulen und Landwirte eingebunden. Ziel des Projektes war es, die Wertschätzung für das Gebiet zu steigern.[14]
- Im September und Oktober 2020 wurde im Val d’Hérens der so genannte „Mois du paysage“ (Dt. “Monat der Landschaften”) organisiert. Bei dem von der Universität Lausanne durchgeführten Projekt wurden verschiedene Exkursionen, Workshops und weitere Veranstaltungen angeboten, bei denen die Landschaftsleistungen des Tals erlebbar gemacht wurden.[15]
- Für das UNESCO-Weltkulturerbe Lavaux im Kanton Waadt wurde ein Managementplan mit Hilfe des Ansatzes der Landschaftsleistungen entwickelt. Der Managementplan legt fest, wie der außergewöhnliche universelle Wert einer Welterbestätte erhalten wird. Der Verein «Lavaux Patrimoine mondial», der für die Verwaltung des Welterbegebietes verantwortlich ist, hat den Managementplan für das «Lavaux, vignoble en terrasses» im Jahr 2007 entwickelt.[16] Bei dessen Überarbeitung im Jahr 2021 wurde ein Forschungsteam der Universität Lausanne beteiligt, das gemeinsam mit dem Verein eine Methode zum Einbezug der Landschaftsleistungen entwickeln sollte.[14]
- Die Plattform landschaftswissen.ch hat in Kooperation mit der Universität Zürich und der Pädagogischen Hochschule Zürich eine Informationsbroschüre entwickelt. Zusammen mit der Webseite soll diese Lehrpersonen unterstützen, Landschaftsleistungen im Unterricht zu thematisieren.[17]

## Stärken und Grenzen des Ansatzes
Die Stärken des Ansatzes liegen darin, dass damit anschaulich aufgezeigt werden kann, welchen Nutzen Landschaften für Menschen erbringen. Das Konzept bietet somit eine Grundlage für den Dialog zwischen verschiedenen Interessensgruppen bei der Gestaltung von Landschaften. Der Ansatz unterscheidet sich somit von anderen partizipativen Planungsprozessen, bei denen die verschiedenen Interessen und Ansprüche evaluiert und koordiniert werden. Die Beteiligten werden durch den Fokus auf Leistungen direkt angesprochen und können sich Gedanken über die gewünschte landschaftliche Entwicklung machen. Somit macht das Konzept der Landschaftsleistungen eine fundierte Diskussion über die Qualitäten von Landschaften möglich.
Indem der Mehrwert der Landschaft für die Menschen vor Ort genau benannt wird, kann zudem auch die Akzeptanz für Maßnahmen zum Schutz und zum schonenden Umgang mit den Landschaftsqualitäten gesteigert werden.
Die Grenze des Ansatzes liegt darin, dass Wert und Nutzen von Landschaften nicht unmittelbar ökonomisch erfasst werden können. Das Genießen einer Landschaft mit allen Sinnen oder Gefühlen der Verbundenheit kann nicht in finanzielle Werte umgewandelt werden. Zwar existieren Methoden und Studien, die den wirtschaftlichen Mehrwert einzelner Landschaftsteile bewerten, aber solche Bewertungen sind aus mehreren Gründen umstritten. Einerseits gibt es aus ethischer Sicht Kritik an solchen Methoden, den Wert von Natur und Landschaft ökonomisch zu benennen. Andererseits werden die verwendeten Methoden und die Zuverlässigkeit der generierten Zahlen kritisiert. Zudem ist Landschaft ein öffentliches Gut, während monetäre Werte entweder privatisiert sind (z. B. höhere Grundstückspreise wegen attraktiver Lage) oder lediglich fiktiv (z. B. Zahlungsbereitschaft für Waldspaziergang) angegeben werden können.